# Louignac
Louignac is een gemeente in het Franse departement Corrèze (regio Nouvelle-Aquitaine) en telt 186 inwoners (1999). De plaats maakt deel uit van het arrondissement Brive-la-Gaillarde.

## Geografie
De oppervlakte van Louignac bedraagt 21,6 km², de bevolkingsdichtheid is 8,6 inwoners per km².
De onderstaande kaart toont de ligging van Louignac met de belangrijkste infrastructuur en aangrenzende gemeenten.

## Demografie
Onderstaande figuur toont het verloop van het inwonertal (bron: INSEE-tellingen).